# Robert Cummings
Pour les articles homonymes, voir Cummings.
Robert Cummings est un acteur, réalisateur et producteur américain, né le 10 juin 1908 à Joplin, Missouri (États-Unis), et mort le 2 décembre 1990 à Woodland Hills (Los Angeles), d'une pneumonie.

## Biographie,
Le 17 juillet 1955, il participe à l'émission télévisée d'inauguration du parc à thème Disneyland au côté de Walt Disney et d'autres acteurs comme Ronald Reagan et Art Linkletter.

## Filmographie

### Comme acteur

#### Cinéma

##### Années 1930
- 1933 : Seasoned Greetings de Roy Mack : Lita's Beau / Le mari
- 1933 : Les Compagnons de la nouba (Sons of the Desert) de William A. Seiter : figurant dans la foule à l'annonce officielle du bateau vapeur
- 1935 : The Virginia Judge d'Edward Sedgwick : Jim Preston
- 1935 : Roses de sang (So Red the Rose) de King Vidor : George Pendleton
- 1935 : Millions in the Air de Ray McCarey : Jimmy
- 1936 : Desert Gold de James Patrick Hogan : Fordyce 'Ford' Mortimer
- 1936 : L'Homme à l'héliotrope (Forgotten Faces) d'Ewald André Dupont : Clinton Faraday
- 1936 : Corsaires de l'air (Border Flight) d'Otho Lovering : Lieut. Bob Dixon
- 1936 : Three Cheers for Love de James Patrick Hogan : Jimmy Tuttle
- 1936 : Hollywood Boulevard de Robert Florey : Jay Wallace
- 1936 : Le Doigt qui accuse (The Accusing Finger) de James Patrick Hogan : Jimmy Ellis
- 1936 : Hideaway Girl (it) de George Archainbaud : Mike Winslow
- 1936 : Arizona Mahoney de James Patrick Hogan : Phillip Randall
- 1937 : Le Dernier Train de Madrid (The Last Train from Madrid) de James Patrick Hogan : Juan Ramos
- 1937 : Âmes à la mer (Souls at Sea) de Henry Hathaway : George Martin
- 1937 : Sophie Lang s'évade (Sophie Lang Goes West) de Charles Reisner : Curley Griffin
- 1937 : Une nation en marche (Wells Fargo) de Frank Lloyd : Dan Trimball
- 1938 : College Swing de Raoul Walsh : Un animateur radio
- 1938 : Casier judiciaire (You and Me) de Fritz Lang : Jim
- 1938 : La Ruée sauvage (The Texans) de James Patrick Hogan : Alan Sanford
- 1938 : Touchdown, Army de Kurt Neumann : Jimmy Howal
- 1938 : I Stand Accused de John H. Auer : Frederick A. Davis
- 1939 : Les trois jeunes filles ont grandi (Three Smart Girls Grow Up) de Henry Koster : Harry Loren
- 1939 : Les Petites Pestes (The Under-Pup) de Richard Wallace : Dennis King
- 1939 : Rio de John Brahm : Bill Gregory
- 1939 : Tout se passe la nuit (Everything Happens at Night) d'Irving Cummings : Ken Morgan
- 1939 : Charlie McCarthy, Detective de Frank Tuttle : Scotty Hamilton

##### Années 1940
- 1940 : And One Was Beautiful (en) de Robert B. Sinclair : Ridley 'Rid' Crane
- 1940 : Private Affairs (en) d'Albert S. Rogell : Jimmy Nolan
- 1940 : Chanson d'avril (Spring Parade) de Henry Koster : Harry Marten
- 1940 : Une nuit sous les tropiques (One Night in the Tropics) d'A. Edward Sutherland : Steve Harper
- 1941 : Free and Easy de George Sidney : Max Clemington
- 1941 : Le Diable s'en mêle (The Devil and Miss Jones) de Sam Wood : Joe O'Brien
- 1941 : Soirs de Miami (Moon Over Miami) de Walter Lang : Jeffrey 'Jeff' Boulton II
- 1941 : Ève a commencé (Its Started With Eve) de Henry Koster : Jonathan Reynolds Jr.
- 1942 : Crimes sans châtiment (Kings Row) de Sam Wood : Parris Mitchell
- 1942 : Cinquième Colonne (Saboteur) d'Alfred Hitchcock : Barry Kane
- 1942 : Le Fruit vert (Between Us Girls) de Henry Koster : Jimmy Blake
- 1943 : Et la vie recommence (Forever and a Day) (film collectif) : Ned Trimble
- 1943 : La Petite Exilée (Princess O'Rourke) de Norman Krasna : Eddie O'Rourke
- 1943 : Obsessions (Flesh and Fantasy) de Julien Duvivier : Michael
- 1945 : Le Prix du bonheur  (You Came Along) de John Farrow : Maj. Bob Collins
- 1946 : Amazone moderne (The Bride Wore Boots) d'Irving Pichel : Jeff Warren
- 1946 : L'Évadée (The Chase) d'Arthur Ripley : Chuck Scott
- 1947 : Heaven Only Knows (en) d'Albert S. Rogell : Mike
- 1947 : Moments perdus (The Lost Moment) de Martin Gabel : Lewis Venable
- 1948 : L'Homme aux lunettes d'écaille (Sleep, My Love) de Douglas Sirk : Bruce Elcott
- 1948 : Vivons un peu (Let's Live a Little) de Richard Wallace : Duke Crawford
- 1949 : Les Mirages de la peur (The Accused) de William Dieterle : Warren Ford
- 1949 : Le Livre noir (Reign of Terror ou The Black Book) d'Anthony Mann : Charles D'Aubigny
- 1949 : Pas de pitié pour les maris (en) (Tell It to the Judge) de Norman Foster : Pete Webb
- 1949 : N'oubliez pas la formule (Free for All) de Charles Barton : Christopher Parker

##### Années 1950
- 1950 : La Rue de traverse (Paid in Full) de William Dieterle : Bill Prentice
- 1950 : La Scandaleuse Ingénue (The Petty Girl) de Henry Levin : George Petty, aka Andrew 'Andy' Tapp
- 1950 : On va se faire sonner les cloches (For Heaven's Sake) de George Seaton : Jeff Bolton
- 1951 : Les Pirates de la Floride (The Barefoot Mailman) d'Earl McEvoy : Sylvanus Hurley
- 1952 : Catch conjugal (The First Time) de Frank Tashlin : Joe Bennet
- 1953 : Épousez-moi (Marry Me Again) de Frank Tashlin : Bill
- 1954 : Lucky Me de Jack Donohue : Dick Carson
- 1954 : Le crime était presque parfait (Dial M for Murder) d' Alfred Hitchcock: Mark Halliday
- 1955 : Deux Filles en escapade (How to Be Very, Very Popular) de Nunnally Johnson : Fillmore Wedgewood

##### Années 1960
- 1962 : Ma geisha (My Geisha) de Jack Cardiff : Bob Moore
- 1963 : Beach Party de William Asher : Prof. Robert 'Bob' Orwell Sutwell
- 1964 : Les Ambitieux (The Carpetbaggers) d'Edward Dmytryk : Dan Pierce
- 1964 : Madame croque-maris (What a Way to Go!) de J. Lee Thompson : Docteur Victor Stephanson
- 1965 : Promise Her Anything d'Arthur Hiller : Dr Peter Brock
- 1966 : La Diligence vers l'Ouest (Stagecoach) de Gordon Douglas : Henry Gatewood
- 1967 : Five Golden Dragons de Jeremy Summers : Bob Mitchell

#### Télévision

##### Années 1950
- 1951 - 1952 : Lux Video Theatre (en) (série télévisée) : Wally / Farley
- 1952 - 1953 : My Hero (en) (série télévisée) : Bob B. Beanblossom
- 1954 : The Elgin Hour (série télévisée) : Jeff Clark
- 1954 : Best Foot Forward (téléfilm) : Jack Haggerty
- 1954 : The George Burns and Gracie Allen Show (en) (série télévisée) : Bob Cummings
- 1954 et 1956 : Studio One (série télévisée) : Un juré / George Lumley
- 1955 - 1959 et 1961 - 1962 : The Bob Cummings Show (série télévisée) : Bob Collins / Bob Carson
- 1957 : General Electric Theater (série télévisée) : Russ Baker
- 1957 : Schlitz Playhouse of Stars (série télévisée) : Spencer O. Spencer
- 1958 : Playhouse 90 (série télévisée) : Colonel Culver

##### Années 1960
- 1960 : La Quatrième Dimension (The Twilight Zone) (série télévisée) : Capt. James Embry
- 1960 : Zane Grey Theater (série télévisée) : Gatewood
- 1963 : The Dick Powell Show (en) (série télévisée) : J. F. Kelly
- 1964 : The Great Adventure (en) (série télévisée) : Dr Benjamin Waterhouse
- 1964 - 1965 : My Living Doll (en) (série télévisée) : Dr Robert McDonald
- 1969 : Gidget Grows Up (en) (téléfilm) : Russell Lawrence
- 1969 : La Sœur volante (The First Nun) (série télévisée) : Père Walter Larson

##### Années 1970
- 1970 : Les Arpents verts (Green Acres) (série télévisée) : Mort Warner
- 1970 : Cent filles à marier (série télévisée) : Jack Crosse
- 1971 : Arnie (en) (série télévisée) : Hollingsworth
- 1971 : Ma sorcière bien-aimée (Bewitched) (série télévisée) : Roland Berkley
- 1972 - 1973 : Here's Lucy (en) (série télévisée) : Bob Collins / Robert Henning
- 1973 : The Great American Beauty Contest (téléfilm) : Dan Carson
- 1973 : Partners in Crime (téléfilm) : Ralph Elsworth
- 1978 : Three on a Date (téléfilm) : Cab Driver
- 1979 : La croisière s'amuse (The Love Boat) (série télévisée) : Eliott Smith

### Comme réalisateur
- 1952 : My Hero (en) (série télévisée)

### Comme producteur
- 1948 : Vivons un peu (Let's Live a Little) de Richard Wallace

## Publications
- (en) Bob Cumming, Stay Young and Vital, Prentice-Hall, 1960  (ISBN 0668033029 et 978-0668033022)